# Harmonides gibbula
Harmonides gibbula är en insektsart som beskrevs av Leon Fairmaire. Harmonides gibbula ingår i släktet Harmonides och familjen hornstritar. Inga underarter finns listade i Catalogue of Life.